# Julián Carrillo
Julián Carrillo Trujillo (Ahualulco, 28 de janeiro de 1875 – Cidade do México, 9 de setembro de 1965) foi um distinguido compositor, maestro, violinista e teórico da música mexicano, famoso por desenvolver uma teoria da música microtonal.

## Biografia
Carrillo nasceu em 28 de janeiro de 1875, em Ahualulco, um povoado do estado de San Luis Potosí. Ele foi o último dos 19 filhos de Nabor Carrillo e Antonia Trujillo.

### Educação infantil
Carrillo cantou no coro infantil da igreja de Ahualulco. O maestro do coral, Flavio F. Carlos, o incentivou a estudar música na capital do estado, San Luis Potosí. Ele planejava estudar por dois anos e depois voltar para Ahualulco como cantor da igreja, mas problemas impediram esse plano. Chegou à cidade de San Luis Potosí em 1885 e começou a estudar com Flavio F. Carlos, professor de várias gerações de compositores de San Luis Potosí. Carrillo também começou a trabalhar na orquestra de seu professor, onde foi percussionista e posteriormente violinista.
Ele compôs seus primeiros pequenos trabalhos para este grupo. Devido à situação financeira de sua família, Carrillo abandonou os estudos primários cedo, mas continuou trabalhando na orquestra e estudando música com Carlos. Em 1894, Carrillo compôs uma missa que fez sucesso localmente. Isso, junto com uma carta de recomendação do governo de San Luis Potosí, permitiu que ele fosse estudar no Conservatório Nacional de Música da Cidade do México. Carrillo progrediu rapidamente no Conservatório. Seus professores incluíram Pedro Manzano (violino), Melesio Morales (composição) e Francisco Ortega y Fonseca (física, acústica e matemática).
Não tendo concluído os estudos primários, ele ignorava as bases acústicas da música - por isso ficou fascinado quando Ortega discutiu as leis que regem a geração dos intervalos fundamentais na música. Por exemplo, quando uma corda de violino é pressionada (parada) em seu ponto médio, ela produz uma altura com o dobro da frequência (uma oitava acima) da corda aberta. Quando uma corda é interrompida em um terço, os dois terços restantes vibram em uma quinta perfeita mais alto do que a corda aberta (quase exatamente equivalente a 5/8 de uma oitava). Carrillo explorou essas relações em experimentos. Por um tempo ele tentou, mas não conseguiu dividir a corda mais do que em oito partes iguais. Então ele deixou a maneira tradicional de dividir a corda em duas, três, quatro, cinco, seis, sete e oito partes iguais e, usando uma navalha para parar a corda, dividiu a quarta corda de seu violino entre sol e lá em dezesseis partes. Ele podia produzir dezesseis sons claramente diferentes em um tom inteiro.
A partir de então, ele mergulhou no estudo das bases físicas e matemáticas da música. Em 1899, o General Porfirio Díaz, Presidente do México, ouviu Carrillo como violinista. Díaz ficou impressionado e deu-lhe uma bolsa especial para estudar na Europa.

### Estudos no exterior
Carrillo foi admitido no Conservatório Real de Leipzig, onde estudou com Hans Becker (violino), Johann Merkel (piano) e Salomon Jadassohn (composição, harmonia e contraponto). Ele se tornou o primeiro violino em duas orquestras: a Orquestra do Conservatório, dirigida por Hans Sitt ; e a Orquestra Gewandhaus, regida por Arthur Nikisch. Carrillo compôs várias obras em Leipzig, incluindo Sexteto em Sol Maior para dois violinos, duas violas e dois violoncelos (1900), e a Primeira Sinfonia em Ré Maior para Orquestra (1901). Carrillo conduziu a Orquestra do Conservatório Real de Leipzig na apresentação de estreia de sua Primeira Sinfonia.
Em 1900, Carrillo participou do Congresso Internacional de Música de Paris, presidido por Camille Saint-Saëns. Ele apresentou um artigo, que o Congresso aceitou e publicou, sobre os nomes dos sons musicais. Ele propôs que, uma vez que cada nota é um som, cada nome de nota (dó, ré bemol, etc.) deveria ser uma única sílaba. Ele propôs 35 nomes monossilábicos. Ele também fez amizade com Romain Rolland. Quando ele terminou seus estudos no Conservatório de Leipzig, ele foi para a Bélgica para melhorar suas habilidades como violinista. Lá, ele estudou com Hans Zimmer (que havia sido aluno de Eugène Ysaÿe ) e foi admitido no Conservatório Real de Música de Ghent. Em 1903, ele compôs um Quarteto em Mi menor, que pretendia dar, "unidade ideológica e variedade tonal" às formas clássicas.

### Voltar ao México
Em 1904, ganhou o Primeiro Prêmio Cum Laud e com Distinção no Concurso Internacional de Violino do Conservatório de Ghent. Mais tarde naquele ano, ele retornou ao México, onde o presidente Díaz lhe deu um violino Amati "como um presente da nação mexicana" por sua excelente atuação no exterior. Na Cidade do México, Carrillo iniciou um intenso trabalho como violinista, maestro de orquestra, compositor e professor. Foi nomeado professor de história (1906), composição, contraponto, fuga e orquestração em 1908 pelo Conservatório Nacional. Entre seus alunos estava José Francisco Vázquez Cano, que fundou a Escola Livre de Música e Declamação, a Faculdade de Música da Universidade Nacional (UNAM) e a Orquestra Filarmônica Universitária Nacional (OFUNAM).
Outros alunos notáveis foram Antonio Gómezanda (pianista e compositor), Rafael Ordoñez, Rafael Adame, Vicente Teódulo Mendoza (pesquisador do folclore mexicano), Gerónimo Baqueiro Foster (compositor e crítico e historiador da música), Daniel Ayala, José López Alavés (compositor de a famosa canção mexicana Canción Mixteca), Rosendo Sánchez, Leticia Euroza, Angel Badillo, Felipe Cortés Texeira, Agustín Oropeza e Gabriel Gómez. Carrillo organizou e regeu a Orquestra Sinfônica de Beethoven (1909) e o Quarteto de Cordas de Beethoven (1910). Publicou Discursos sobre la música (Discursos sobre música, 1913) e Pláticas musicales (Palestras musicais, 1914 e 1922). Em 1910 tocou pela primeira vez o seu Canto a la Bandera (Canção à Bandeira, com letra de Rafael López), que desde então é uma canção oficial da Bandeira Patriota Mexicana.
Em 1911 Carrillo foi delegado oficial tanto no Congresso Musical de Roma quanto no Congresso Musical de Londres. Na primeira, apresentou um relatório, “Reformando as grandes formas de composição para dar unidade ideológica e diversidade tonal à sinfonia, concerto, sonata e quarteto”. No segundo congresso, ele defendeu a necessidade de melhorar o nível artístico das bandas militares. Cada relatório foi aprovado pelo respectivo congresso. Em 1913 Carrillo foi nomeado diretor do Conservatório Nacional. Lá, ele alterou o currículo, colocando mais ênfase na preparação técnica musical rigorosa, bem como na literatura e na língua espanhola. Naquele ano, ele foi admitido como membro da Sociedade Mexicana de Geografia e Estatística.

### Nascimento do "Décimo Terceiro Som"
Quando o governo de Victoriano Huerta foi derrubado, Carrillo teve que fugir para os Estados Unidos. Na cidade de Nova York, ele organizou e regeu a American Symphony Orchestra. Ele executou sua Primeira Sinfonia em Nova York. O sucesso deste trabalho foi tão grande que um jornalista o nomeou "o arauto de uma Doutrina Monroe musical". Em 1916, Carrillo compôs música para o filme de DW Griffith, Intolerância. Em Nova York, Carrillo também escreveu a " Thirteenth Sound Theory", que foi publicada posteriormente no segundo volume de Musical Talks.

### Volta para casa
Em 1918, ele voltou para o México, onde foi escolhido para reger a Orquestra Sinfônica Nacional (1918-1924), que havia sido a Orquestra do Conservatório. Ele também foi nomeado Diretor do Conservatório Nacional (1920–1921). Carrillo conduziu a Orquestra Sinfônica Nacional à excelência de desempenho. O renomado pianista Leopold Godowsky disse que a orquestra era superior à Orquestra Filarmônica de Nova York. A Orquestra Sinfônica Nacional era tão popular que podia ser sustentada por seus próprios recursos econômicos. Com sua orquestra, Carrillo apresentou ao México a música de Bach, Mozart, Beethoven, Weber, Wagner, Tchaikovsky, Rimsky-Korsakoff, Richard Strauss, Saint-Saëns, Debussy e Ravel.
Dirigiu dois Festivais de Beethoven em 1920 e 1921. Também apresentou os compositores mexicanos Manuel M. Ponce, Antonio Gómezanda, Juan León Mariscal e ele mesmo, entre outros. Em 1920, Julián Carrillo descreveu sua décima terceira teoria do som por meio da imprensa mexicana e em conferências. Afirmou que, dada a evolução do sistema musical, o próximo passo da composição musical deve ser a utilização de intervalos menores que meios tons. Ele citou exemplos de seus experimentos anteriores. A décima terceira teoria do som não foi bem recebida. Alguns entusiastas (a maioria alunos de Carrillo) o apoiaram, mas outros o atacaram e seu autor. Diziam que era impossível perceber intervalos tão pequenos, mas, ainda que possível, Carrillo roubou a ideia dos músicos europeus. O principal adversário era o "Grupo 9", composto por sete músicos, um médico e um advogado. Os seguidores de Carrillo se organizaram no "Grupo 13". Os dois grupos se enfrentaram para defender suas posições por meio da imprensa, transmissões e conferências.
Este debate é conhecido como a Polêmica do Décimo Terceiro Som e foi apoiado principalmente pelo jornal El Universal da Cidade do México. A polêmica culminou com um concerto do Grupo 13 em 15 de fevereiro de 1925. O programa incluiu várias composições de Carillo e seus alunos em quartas -, oitava e semicolcheias, interpretadas com instrumentos adaptados e vozes especialmente treinadas. De setembro a novembro de 1925, Carrillo fez uma excursão ao Décimo Terceiro Som por várias cidades do país. Em dezembro de 1925, Carrillo apresentou o décimo terceiro som em Havana. Em 1926 ele chegou à cidade de Nova York. Lá, ele editou algumas edições da revista musical bilíngue The Thirteenth Sound: The Herald of America's Musical Culture.
A Liga dos Compositores encomendou um trabalho microtonal. Ele escreveu a Sonata casi fantasía em quartos, oitavo e décimo sexto tons. Foi apresentada pela primeira vez na Câmara Municipal em 13 de março de 1926. Então, Leopold Stokowski encomendou uma obra de Carrillo, o Concertino em quartos, oitava e décima sexta notas, que Stokowski e a Orquestra Sinfônica da Filadélfia executaram em Nova York e Filadélfia. Naquela época, Carrillo escreveu Leyes de Metamórfosis Musicales(Leis da Metamorfose Musical), um método para transformar as proporções tonais de uma obra. Por exemplo, meios-tons tornam-se tons inteiros e tons inteiros tornam-se tons duplos; ou meios-tons tornam-se quartos de tom e quartos tornam-se oitavos, e assim por diante. Além disso, essas leis apresentam um processo composicional semelhante ao serialismo. Ele também escreveu Pre-Sonido 13: Rectificación básica al sistema musical clássico - Análisis físico musical (Pré-décimo terceiro som: Retificação essencial para o sistema musical clássico - Análise musical física) e Teoría lógica de la música (Teoria Lógica da Música).
Quando voltou ao México, o governo do Estado de San Luis Potosí o homenageou pelo Décimo Terceiro Som. Declarou 13 de julho (aniversário da experiência de 1895) como Dia de Honra do Estado. A Bandeira Nacional foi hasteada na casa de Carrillo das 6h às 18h. Apesar do reconhecimento governamental, Carrillo não recebeu apoio econômico para sua revolução musical. Os oponentes colocam obstáculos ao seu trabalho como regente e professor de música. Depois disso, ele raramente era convidado para reger no México e sua música raramente era tocada. O ex-Reitor do Conservatório Nacional de Música e Maestro titular da Sinfonia Nacional nunca mais conseguiu empregos semelhantes, apesar de suas habilidades e experiência. Ele teve que pagar por sua própria pesquisa musical, fazendo instrumentos musicais, publicando suas composições, etc. Em 1930,
De 1930 a 1931 Carrillo e Leopold Stokowski conduziram esta orquestra. Na cidade de Nova York em 7 de fevereiro de 1930, Ángel Reyes, diretor do XIII Sound Group de Havana, gravou o Preludio a Colón (Prelúdio de Cristóvão Colombo) para o selo Columbia.  Naquele ano, a cidade de Ahualulco foi oficialmente rebatizada de Ahualulco del Sonido 13. Em 1934, Carrillo publicou La revolución musical del Sonido 13 (A Décima Terceira Revolução Musical Sonora), que deu o pano de fundo histórico de sua revolução. Em 1940 publicou outro livro, Génesis de la Revolución Musical del Sonido 13 (Gênesis da Revolução Musical do Décimo Terceiro Som).

### Pianos e metamorfose
Em 1940, Carrillo patenteou quinze pianos metamorfoseadores para a produção de tons inteiros, terceiros tons, quartos de tom, quinta-, sexta-, sétima-, oitava-, nono-, décimo-, décimo primeiro-, décimo segundo-, décimo terceiro- décimo quarto-, décimo quinto e décimo sexto tons. Cada piano produziu um conjunto de intervalos, mas todos esses pianos têm conjuntos de 96 teclas, ao contrário dos pianos comuns. O piano com quartos de tom poderia produzir quatro oitavas completas e o piano com semicolcheias apenas uma. Em contraste, o piano de Wyshnegradsky para quartos de tom tem três conjuntos de 88 teclas. Em 1941 Carrillo publicou o Método racional de solfeo (Método racional de solfejo). Sua ideia norteadora é que uma pessoa deve partir de coisas conhecidas para descobrir coisas novas. Portanto, seus exercícios para cantar são variações do Hino Nacional Mexicano. Em 1947, ele conduziu experimentos na Universidade de Nova York examinando a lei do nó que prevalecia na época e mostrou que ela precisava ser modificada. Seu raciocínio partiu do fato de que um nó não é um ponto matemático, mas um ponto físico. Se uma corda de violino é interrompida abaixo da metade, a frequência da fração do arco é mais de duas vezes a frequência de sua nota base.
Carrillo posteriormente estendeu seu trabalho em física musical (a lei do nó e a lei harmônica) em Dos leyes de física musical (Duas leis da física musical, Cidade do México, 1956). Em 1949, o primeiro piano metamorfoseador foi feito para terceiras notas e Carrillo trouxe para o Conservatório Musical de Paris no ano seguinte. Na França, ele conheceu Jean-Étienne Marie, que divulgou as teorias de Carrillo na Europa.
Carrillo lecionou na França, Espanha e Bélgica. Em 1951, Carrillo produziu um concerto no Teatro Esperanza Iris da Cidade do México para demonstrar as leis de metamorfose musical. Naquele ano, em Pittsburgh, Leopold Stokowski se apresentou pela primeira vez Horizontes: Poema sinfónico(Horizontes: Poema Sinfônico para violino, violoncelo e harpa em quartos de oitava e semicolcheias). O concerto teve tanto sucesso que Stokowski teve de repetir o trabalho completo. No ano seguinte, Stokowski tocou Horizontes em Washington, Baltimore e Minneapolis. Em 1954, ele doou um piano metamorfoseador para terceiras notas para a Schola Cantorum de Paris. Em 1956, o presidente da França condecorou Carrillo com o distintivo de Cavaleiro da Legião de Honra. O governo da Alemanha condecorou Carrillo com a Grande Cruz da Ordem do Mérito. Em 1958, Carrillo mostrou seus 15 pianos metamorfoseadores na Exposição Mundial de Bruxelas. Eles ganharam uma medalha de ouro. Em seguida, os pianos foram exibidos no Gaveau Hall em Paris. Julián Carrillo, Ivan Wyschnegradsky e Alois Hábase reuniram em Paris, onde todos estavam participando do Congresso Internacional de Música daquele ano. Carrillo se apresentou em concerto na UNESCO.

### Últimos anos
De 1960 a 1965 Carrillo gravou cerca de trinta obras musicais com a Orquestra Sinfônica da Lamoureaux Concerts 'Association com músicos franceses renomados como Jean-Pierre Rampal, Bernard Flavigny, Robert Gendre e Reine Flachot. Esses registros foram feitos pela Philips em Paris. Jean-Etienne Marie foi o engenheiro de som. Em 1960 Carrillo compôs seu Canon atonal a 64 voces (Atonal Canon for 64 Voices); a Misa de la Restauración dedicada a Juan XXIII (Missa da Restauração dedicada ao Papa João XXIII para vozes masculinas a capela em quartos de tom); Balbuceos (Babbles para piano metamorfoseador em semicolcheias e orquestra).
Este último trabalho foi encomendado por Leopold Stokowski e apresentado pela primeira vez em Houston. Em Paris durante 1963, Carrillo ganhou o Grande Prêmio da Música Latino-Americana. Ele lecionou na Embaixada do México em Londres e foi entrevistado pela BBC. O The Times of London publicou um artigo de seu correspondente na Cidade do México:
O grande velho da música mexicana, Julián Carrillo, passou sua vida perscrutando um insuspeitado mundo microtônico do som. Ele quebrou e depois refez nossa escala cromática, e podemos ser tentados a chamá-lo de divisor de átomos da música, exceto que o nome não dá nenhuma ideia do rico mundo emocional que ele abriu. … Esta foi uma revolução mais surpreendente do que quando Terpander, na Grécia, 26 séculos atrás, adicionou duas notas à escala de cinco tons chinesa. 
Em 1964, Carrillo escreveu várias obras: três sonatas para viola em quartos de tom, uma Sonata para violino em quartos de tom, o Segundo Concerto para violino em quartos de tom e vários cânones atonais. O governo do México concedeu-lhe a Medalha de Mérito Cívico por causa do aniversário do Canto a la Bandera (Canção à Bandeira Nacional).

Em 1965, a URSS convidou Carrillo para fazer vários shows pelo país, mas ele morreu antes que isso se tornasse realidade. Ele também ganhou o Prêmio Sibelius da Finlândia, com o apoio dos mais importantes institutos musicais da França, Argentina, Brasil e México, mas sua morte o impediu de recebê-lo pessoalmente. Carrillo morreu na Cidade do México em 9 de setembro de 1965. Seu corpo foi colocado na Rotonda de los Hombres Ilustres (a Rotunda das Pessoas Ilustres) do Panteón de Dolores.